# Engaeus curvisuturus
Engaeus curvisuturus là một loài tôm hùm đất trong họ Parastacidae. Chúng là loài đặc hữu của vùng Yarra Ranges (Victoria, Úc).